# Вологез III

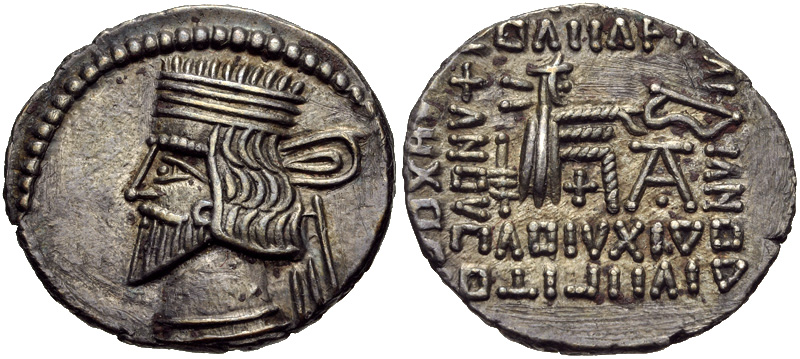
Вологез III

Вологез III — цар Парфії з династії Аршакідів. Правив у 148—192 роках. Син Вологеза II.
У 117 році став царем Великої Вірменії, визнавши зверхність Римської імперії. Прийшов до влади в Парфії як єдиний спадкоємець з династії Аршакідів після тривалої міжусобної боротьби між його попередниками. Його воцаріння поклало кінець епохи двоцарювання в Парфії.
Відрізнявся крайнім честолюбством та войовничістю.

## Війна з Римом
Вологез III планував захоплення близькосхідних провінцій Римської імперії, сподіваючись на внутрішній конфлікт в Римі. У 161 році парфянські війська вторглися в Сирію, де спочатку їх супроводив успіх: в битві при Елегіях парфяни здобули велику перемогу над римськими легіонами.
Але успіхи парфян закінчилися зі вступом у війну імператора Марка Аврелія в 163 році. Після цього парфяни стали зазнавати поразок, внаслідок чого були вигнані з Сирії. У 164 році римляни завдали поразки парфянам в битві під Дура-Европос, після чого вторглися в Межиріччя, захоплюючи одне за одним міста та фортеці, разом зі столицею Парфії Ктезифоном. Після настільки невдалої кампанії авторитет Вологеза III, який спочатку сприймався в середовищі парфян як винятковий, був повністю підірваний. Вологез намагався скористатися епідемією у римському війську, щоб відвоювати втрачені землі та повалити римського ставленика на трон Вірменії Сохемоса. Але зрештою парфяни зазнали поразки.
За договором 166 року римлянам відійшла вся північно-західна Месопотамія з містами Едеса, Карри, Нусайбін та Дура-Европос.
Після укладення миру з Римом, Вологез не робив активних дій проти римлян. У 191 році вимушений був виступити проти претендента на трон Вологеза, якого здолав у 192 році. Він помер у 192 році, після чого йому успадкував його син Вологез IV.